# 谷村詩織
谷村 詩織（たにむら しおり、1980年8月1日 - ）は、日本のシンガーソングライター。谷村新司の長女。2009年、長野県善光寺でおこなわれた音楽イベントにおいて、初の親子共演を果たす。2011年、『ココロの学校』（文化放送）に出演する。同年に放送されたドラマ「マルモのおきて」（フジテレビ）では、「きみのとなりで」がオープニング曲として使用された。2012年、「のどオブザイヤー2012」に出席する。

## ディスコグラフィー

### アルバム
- 金色（2008年4月23日）

### ミニ・アルバム
- green apple（2010年4月18日）
- スノードロップ（2010年）

### シングル
- ユウゾラ（2012年）
- 誕生（2012年）

## 出演

### ラジオ
- GOLDEN 4 EGGS ～タニムラシオリ Be Yourself～（2011年 - 2017年3月（終了）、NACK5）